# Asociación para la Prevención, Reinserción y Atención a la Mujer Prostituida
La Asociación para la Prevención, Reinserción y Atención a la Mujer Prostituida  APRAMP por sus siglas, es una organización española creada en 1984 dedicada al apoyo con perspectiva de género de las personas que sufren explotación sexual y trata además de trabajar también con prostitución coactiva y mujeres explotadas sexualmente.
Tiene su sede central en Madrid y delegaciones en Salamanca, Asturias, Almería, Murcia y Badajoz. Su presidenta y fundadora es Rocío Nieto, trabajadora social, pionera en la lucha contra la prostitución y la trata de personas con fines de explotación sexual y la actual directora es Rocío Mora Nieto, miembro fundadora de la Red Española contra la Trata de Personas de la que forma parte APRAMP.
En 2005 la organización publicó La prostitución. Claves para reflexionar sobre un problema una guía pionera para afrontar y analizar la prostitución, la explotación sexual, el proxenetismo, el tráfico de mujeres y menores y la relación entre prostitución y violencia de género.

## Trayectoria y programas
La asociación se constituye en 1984 con el objetivo de atender las necesidades no cubiertas de las mujeres explotadas sexualmente y para ser puente entre ellas y los servicios públicos apoyándolas en la recuperación de libertad y derechos. 
Desde 1985 empezaron a crearse los primeros Centros de Atención Integral y Talleres de Formación y fomento de autoempleo, en 1989 se inauguró un "Piso de Estancias Breves y atención a personas drogodependientes", en 1990 el servicio de Unidad Móvil para la atención de las víctimas sobre el terreno y en 1998 un piso para mujeres víctimas de trata.
Desde el año 1999, APRAMP atiende la Unidad de Crisis, mediante el teléfono 24 horas, gestionando respuestas inmediatas en situaciones de emergencia de las mujeres prostituidas y/o víctimas de trata.
Por otro lado impulsa proyectos de cooperación con los países de origen de las mujeres que atienden, como Brasil y Paraguay. Son proyectos centrados en la prevención de la trata y la coordinación con autoridades para garantizar, en su caso, el adecuado retorno a sus países de origen.
Cuando comenzamos nuestro trabajo, tan sólo el 10% de las personas en situación de prostitución eran extranjeras; hoy el porcentaje se ha invertido y ya son el 95% señala Rocío Nieto en la Guía de intervención con víctimas de trata para profesionales de la salud.
En 2005 publicó la guía: La prostitución. Claves para reflexionar sobre un problema, una guía pionera en la identificación de la explotación sexual, prostitución y el proxenetismo, violencia de género y prostitución, tráfico de mujeres y menores, etc.

### Unidades de rescate
Entre los servicios de APRAMP se encuentran las "unidades de rescate", compuestas por profesionales supervivientes de la trata, que tienen una formación especializada, y que diariamente trabajan para romper la esclavitud de esas mujeres y dar información de los derechos que han sido vulnerados.

Tardamos de tres a seis meses en informar a las mujeres, conocer su historia, saber si quieren y pueden salir de esa situación. Hacemos una valoración del riesgo, porque están controladas, vigiladas y no podemos cogerlas y traerlas a nuestros pisos sin más. Están dando mucho dinero a esas redes y evidentemente las van a buscar. Nosotras buscamos el momento oportuno y nos coordinamos con las fuerzas de seguridad para rescatar a esas mujeres. Cuando ya han recibido una orientación en el centro integral, piden una intervención determinada. Unas ingresan en nuestro piso, pero muchas lo que necesitan es una atención ambulatoria, en el área sanitaria, en el ámbito jurídico, laboral. De nada sirve dar una información a pie de calle, si no se dan otros pasos. Pasos que ellas piden, que quieren, nunca vamos a dar un paso que ellas no quieren dar.
Rocío Mora[1]

EN 2014 APRAMP asistió en 2014 a 1.442 mujeres en España. Al día atiende una media de 280 en diferentes puntos de Madrid: pisos particulares, calles y otros espacios.

## Organización
La organización está presidida por Rocío Nieto, trabajadora social y pionera en España en la lucha contra la explotación sexual, la prostitución y la trata de personas y dirigida desde 2016 por Rocío Mora Nieto, licenciada en derecho con formación específica en mujer, inmigración, salud, orientación sociolaboral, terapia y mediación familiar, responsable de los programas de APRAMP desde 1995.
La organización tiene su sede central en Madrid y delegaciones en 5 ciudades españolas: Salamanca, Asturias, Almería, Murcia y Badajoz.

## Premios y reconocimientos
La asociación obtuvo el Premio de Calidad e Igualdad en la tercera edición de los Premios a la Calidad en el Sistema Nacional de Salud en 2008, otorgados por el Ministerio de Sanidad y Política Social, del Gobierno de España. Este reconocimiento se entregó por el proyecto “Unidad Móvil de intervención directa con personas que ejercen la prostitución y/o personas víctimas de trata con fines de explotación sexual”.
APRAMP ha sido reconocida en tres ocasiones con los Premios Meninas, promovidos por la Delegación del Gobierno contra la Violencia de Género. En 2017 le fue otorgado por primera vez este galardón; en 2021, primer año en que estos reconocimientos tuvieron carácter autonómico, la Delegación del Gobierno en Asturias lo otorgó a la sede asturiana de APRAMP y la Delegación del Gobierno en Castilla y León lo concedió a la sede de APRAMP en Salamanca.
En 2019 APRAMP recibió el "Reconocimiento a la Labor más Destacada en la Erradicación de la Violencia de Género", en la XV Edición de los Premios del Observatorio de Violencia de Género, del Consejo General del Poder Judicial, de España.
En el 2021 la asociación también recibió en la categoría de empresa el Premio Francisca de Pedraza contra la violencia de género (en honor a Francisca Pedraza), un premio convocado por la Asociación de Mujeres Progresistas de Alcalá Francisca de Pedraza, concedido por “la importancia de los proyectos de apoyo, acompañamiento e inserción laboral de las mujeres prostituidas”.

## Controversias
En mayo de 2021, más de 30 extrabajadoras sociales de APRAMP denunciaron en redes sociales situaciones vejatorias a las que se veían sometidas exvíctimas de redes de trata tuteladas en varios pisos administrados por la organización. Dichas extrabajadoras denunciaban, entre otras cosas, que a dichas mujeres "les quitan su dinero e identificación, si la tienen, al entrar en el piso. No reciben cinco comidas diarias. Hablan por teléfono unos minutos a la semana con sus familiares. La puerta de su casa está cerrada con llave. Está prohibido que salgan solas a la calle. Las galletas, en el desayuno, están contadas, y se penaliza si se guardan alimento para improvisar un mínimo almuerzo."
Las extrabajadoras también denunciaron un mal ambiente de trabajo y una "política del miedo" de la ONG para con ellas mismas. Aquí se incluirían la realización de funciones no acordes con la categoría laboral asignada en el contrato, vejaciones (gritos a las profesionales y tratar a las trabajadoras de ineptas), y bajas por ansiedad.
Rocío Mora, la directora de APRAMP, negó todas las acusaciones y amenazó con emprender acciones legales contra las denunciantes. Se ha informado de que, tras el escándalo mediático de mayo de 2021, los nuevos contratos de APRAMP contienen una cláusula de confidencialidad.

## Publicaciones
- La prostitución. Claves para reflexionar sobre un problema (2005)[5]
- La trata con fines de explotación sexual (2011)[19]
- Guía Básica para la Identificación, Derivación y Protección de las personas víctimas de trata con fines de explotación[20] (2009) 2 edición. Publicada con la Red Española contra la Trata de Personas.
- Esclavas sexuales en España. Trata de mujeres y niñas paraguayas. Propuestas para una cooperación internacional eficaz. (2011)[21]
- Guía de intervención con víctimas de trata para profesionales de la salud[7]
- Guía de Intervención con Víctimas de Trata para Profesionales de la Seguridad del Estado[22]
- Guía de Intervención con Víctimas de Trata para Profesionales de los Medios de Comunicación[23]
- A pie de calle. Actuaciones con menores víctimas de trata (2016)[24]
- Guía de Intervención con Víctimas de Trata para Ayuntamientos y Trabajadores/as Sociales[25]
- Guía de Intervención Psicológica con Víctimas de Trata[26]
- Menores Víctimas de Trata y Explotación. Una realidad oculta, cada día más visible[27]